# Титов, Михаил Стефанович
Михаил Стефанович Титов (род. 14.08.1923, Липецкая область — ум. 18.07.1986) — старший писарь 3-й отдельной разведывательной роты 20-й гвардейской механизированной бригады 1-й гвардейской танковой армии 1-го Белорусского фронта, гвардии старшина — на момент представления к награждению орденом Славы 1-й степени, полный кавалер ордена Славы.

## Биография
Родился 14 августа 1923 года в селе Домовины (ныне Измалковского района Липецкой области). Учился в Елецком техникуме железнодорожного транспорта.
В Красной Армии и в боях Великой Отечественной войны с октября 1941 года. Сражался на Воронежском, 1-м Украинском и 1-м Белорусском фронтах. Принимал участие в освобождении Украины, Польши. В 1943 году стал членом ВКП(б).
Старший писарь 3-й отдельной разведывательной роты гвардии старшина Михаил Титов в составе разведывательной группы 21 марта 1944 года южнее села Романовка Тернопольского района Тернопольской области Украины сразил шестерых вражеских солдат, одного взял в плен. В бою у села Марьяновка Тернопольского района Тернопольской области Украины истребил свыше десяти противников. 24 марта 1944 года в числе первых форсировал реку Днестр близ города Залещики Тернопольской области Украины. За мужество и отвагу, проявленные в боях, гвардии старшина Титов Михаил Стефанович 13 апреля 1944 года награждён орденом Славы 3-й степени.
В том же боевом составе гвардии старшина Михаил Титов в июле 1944 года, преодолев реку Западный Буг у населенного пункта Завишня, ликвидировал пятерых пехотинцев, захватил три вражеских танка. 22 июля 1944 года с ротой в районе города Ярослав преодолел реку Сан, ворвался в траншею врага, гранатами уничтожил несколько противников. За мужество и отвагу, проявленные в боях, гвардии старшина Титов Михаил Стефанович 25 октября 1944 года награждён орденом Славы 2-й степени.
4 марта 1945 года под огнём противника Михаил Титов в составе той же роты, бригады, подняв бойцов в атаку, на окраине города Бельгард истребил семерых фашистов. 12 марта 1945 года при отражении вражеских контратак в критический момент боя заменил выбывшего из строя пулеметчика и сразил много вражеских солдат. Указом Президиума Верховного Совета СССР от 31 мая 1945 года за образцовое выполнение заданий командования в боях с немецко-вражескими захватчиками гвардии старшина Титов Михаил Стефанович награждён орденом Славы 1-й степени, став полным кавалером ордена Славы.
В 1945 году демобилизован из Вооруженных Сил СССР. С 1951 года снова служил в армии. В 1953 году лейтенант М. С. Титов уволен в запас. Жил в городе Елец Липецкой области. Работал на различных должностях. Скончался 18 июля 1986 года.
Награждён орденами Отечественной войны 1-й и 2-й степени, орденом Красной Звезды, орденами Славы 1-й, 2-й и 3-й степени, медалями.